# 大理石洞

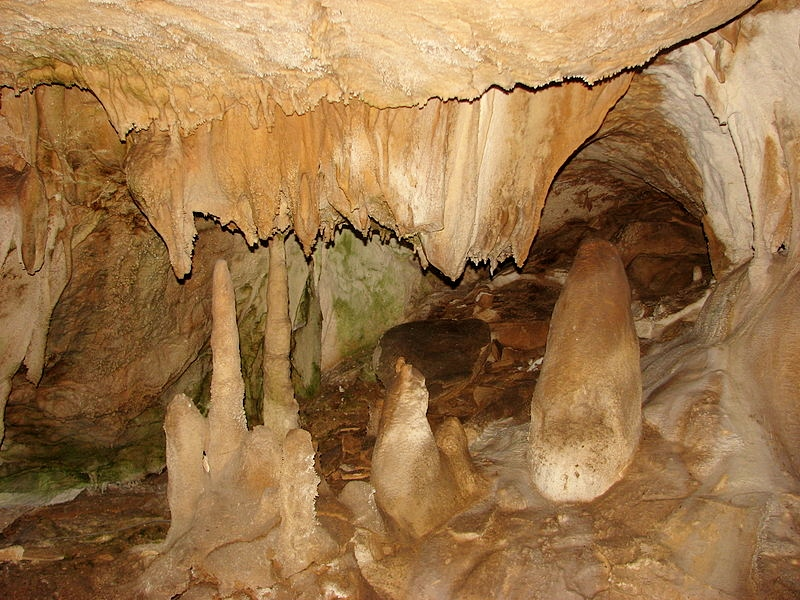
洞穴内部照片

大理石洞（羅馬化：Marmurova pechera，羅馬化：Mramornaya peshchera）是克里米亚恰特尔山下高原山地地块的一个洞穴。该洞是一个受欢迎的旅游景点，是欧洲访问人数最多的洞穴之一。
由于其独特性，大理石洞穴世界闻名。洞穴学家认为它是地球上五大最美丽的洞穴之一，也是乌克兰七大自然奇观之一。1992年，它被列入国际装备洞穴协会。

## 历史
1987年，辛菲罗波尔洞穴学团队在Bin Bash-Koba（千头）和Suuk-Koba（寒冷）两地间发现了有着很多厅堂和走廊的复杂系统的洞穴。这个位于海拔920（3,020英尺）的新洞穴被称为大理石（最初也曾被称为“阿富汗”），因为它是由大理石石灰石形成的。1988年，洞穴旅游中心玛瑙之旅在洞穴内开通了观光旅游项目，铺设了混凝土路径，并安装了照明设备。
游览路线穿过童话走廊、虎道、数百个各种钟乳石、重建室，克里米亚最大和欧洲最大的装有设备的洞穴室之一，长100米，高28米，粉红色的洞穴室，房间顶部有石玫瑰，有着“女王”和“国王”柱的宫殿大厅，希望室和阳台房。钟乳石“森林”通向光泽室。数十个珍贵的“枝形吊灯”从天花板上垂下来，上面覆盖着方解石“花”，其中一些几乎到达了地板。这里是游览结束的地方，但洞穴还有四个房间：滑坡、渠道、巧克力和硅钙石。